# Ajustage (métrologie)
Pour les articles homonymes, voir Ajustage.

En métrologie, l’ajustage d'un instrument de mesure, parfois aussi appelé réglage ou improprement auto-étalonnage ou calibrage, est une opération réalisée pour permettre à un appareil de mesure d'afficher des valeurs correspondant à des valeurs données de la grandeur physique à mesurer.
Il a un sens différent de l'anglicisme calibration qui signifie étalonnage. Contrairement à un étalonnage, l'ajustage se fait sur une valeur fixée par le besoin, et non pas par un étalon.
Parmi les différents types d'ajustage se trouvent le réglage de zéro, le réglage de décalage ou le réglage d'étendue.